# 光柱杜鹃
光柱杜鹃（学名：Rhododendron flavidum var. psilostylum）为杜鹃花科杜鹃花属下的一个变种。

## 扩展阅读
- 維基物種上的相關：光柱杜鹃